# رائول ماگانیا
رائول ماگانیا (اسپانیایی: Raúl Magaña‎؛ ۲۴ فوریه ۱۹۴۰ – ۳۰ سپتامبر ۲۰۰۹) بازیکن و مربی فوتبال اهل السالوادور بود.
از باشگاه‌هایی که در آن بازی کرده‌است می‌توان به باشگاه فوتبال مونیسیپال، باشگاه فوتبال فاس، و باشگاه فوتبال آلیانسا اشاره کرد.
وی همچنین در تیم ملی فوتبال السالوادور بازی کرده‌است.